# Gare de Bernau bei Berlin
La gare de Bernau bei Berlin est la seule gare de la ville de Bernau bei Berlin (l'autre gare de S-Bahn Bernau-Friedenstal n'est qu'un arrêt). Il s'agit d'une gare ferroviaire longue distance et régionale et du terminus de la ligne S2 du S-Bahn de Berlin . La gare se trouve dans la zone tarifaire de Berlin C de l'association des transports de Berlin-Brandebourg (de).
Le bâtiment d'entrée avec hall de billetterie, escalier et quai est un bâtiment classé, tout comme le hall de réparation du S-Bahn dans la zone sud-ouest de la gare.

## Histoire

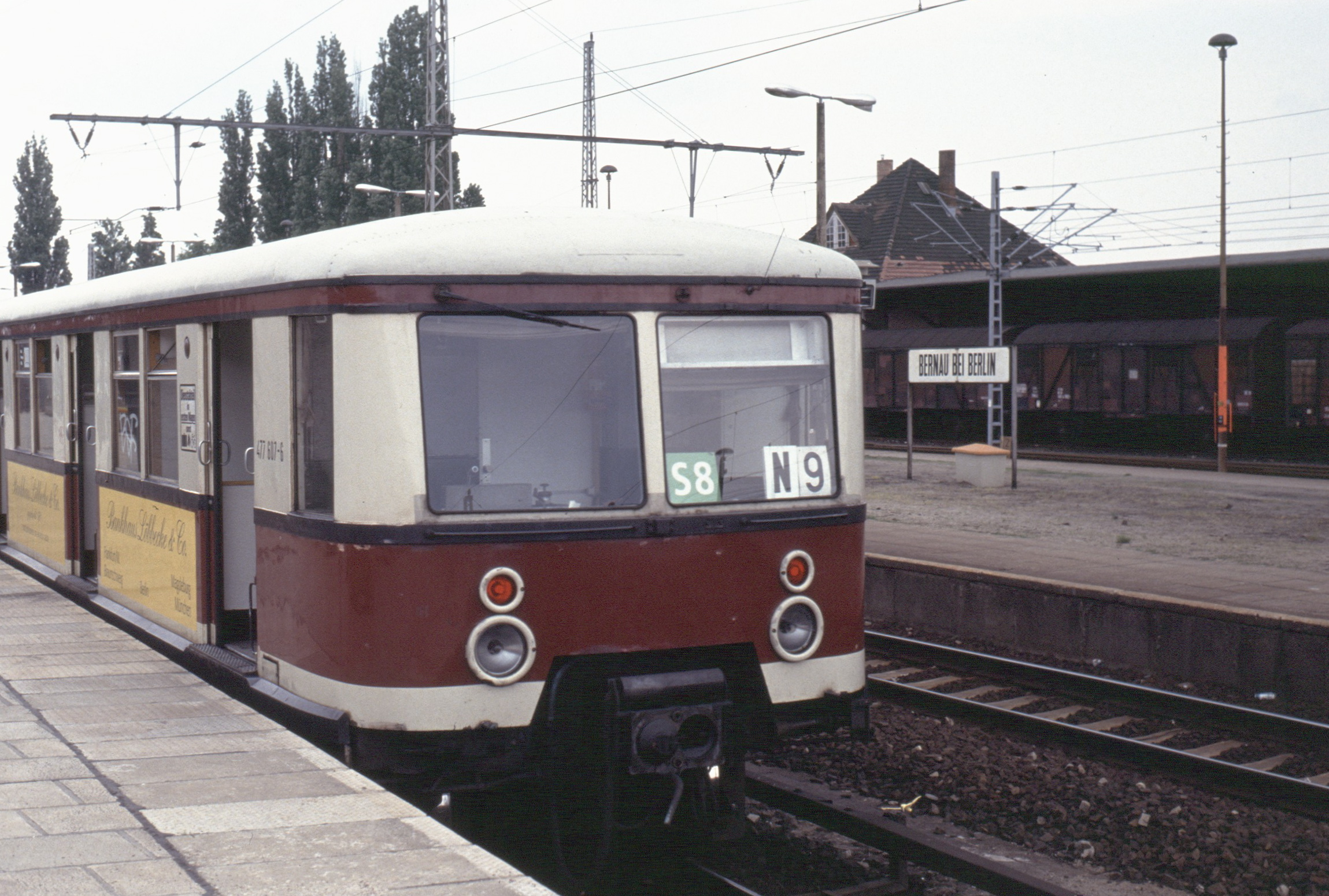
Train S-Bahn classe 477, quai de la ligne principale à droite, 1993

La gare est ouverte le 1er août 1842 sur le tronçon Berlin-Eberswalde de la Compagnie des chemins de fer de Berlin-Stettin (de). Jusqu'au 15 août 1843, l'extension de la capitale poméranienne, Stettin, a lieu.
De 1913 à 1916, une paire de voies distinctes est construite sur la ligne de Stettin pour le trafic suburbain, qui se termine à Bernau. Un bâtiment de gare est construit. Les voies de banlieue sont électrifiées en 1924 avec 750 V en courant continu et jeu de barres latéral, cela initie l' électrification majeure de tous les autres chemins de fer de la ville, du périphérique et de la banlieue de Berlin. L'exploitation électrique suburbaine débute le 8 août 1924 (à partir de 1925 avec les trains de type Bernau (de) conçus pour cet itinéraire), qui débutent le 1er décembre 1930 sous le nom de « S-Bahn ». Les anciennes voies de marchandises dotées de systèmes d'aiguillage sont rénovées au XXIe siècle. Il est démantelé au cours du siècle et l'administration de la ville, en collaboration avec la Deutsche Bahn, transforme une partie de la zone en une voie de contournement du centre-ville. (à compter de juillet 2022)

## Incidents
Le 24 septembre 1989, à 5 heures du matin, un train de la classe 277 (de) dépasse l'arrêt tampon. Le bogie de tête de la première voiture s'écrase dans le bâtiment de la gare. Pour les unités multiples, un hall de wagons de trois pièces est disponible à Bernau, qui est initialement subordonné au dépôt de la Gare du Nord de Berlin et plus tard au dépôt de Berlin-Grünau. La halle est fermée en 2001.

## Architecture du complexe de la gare

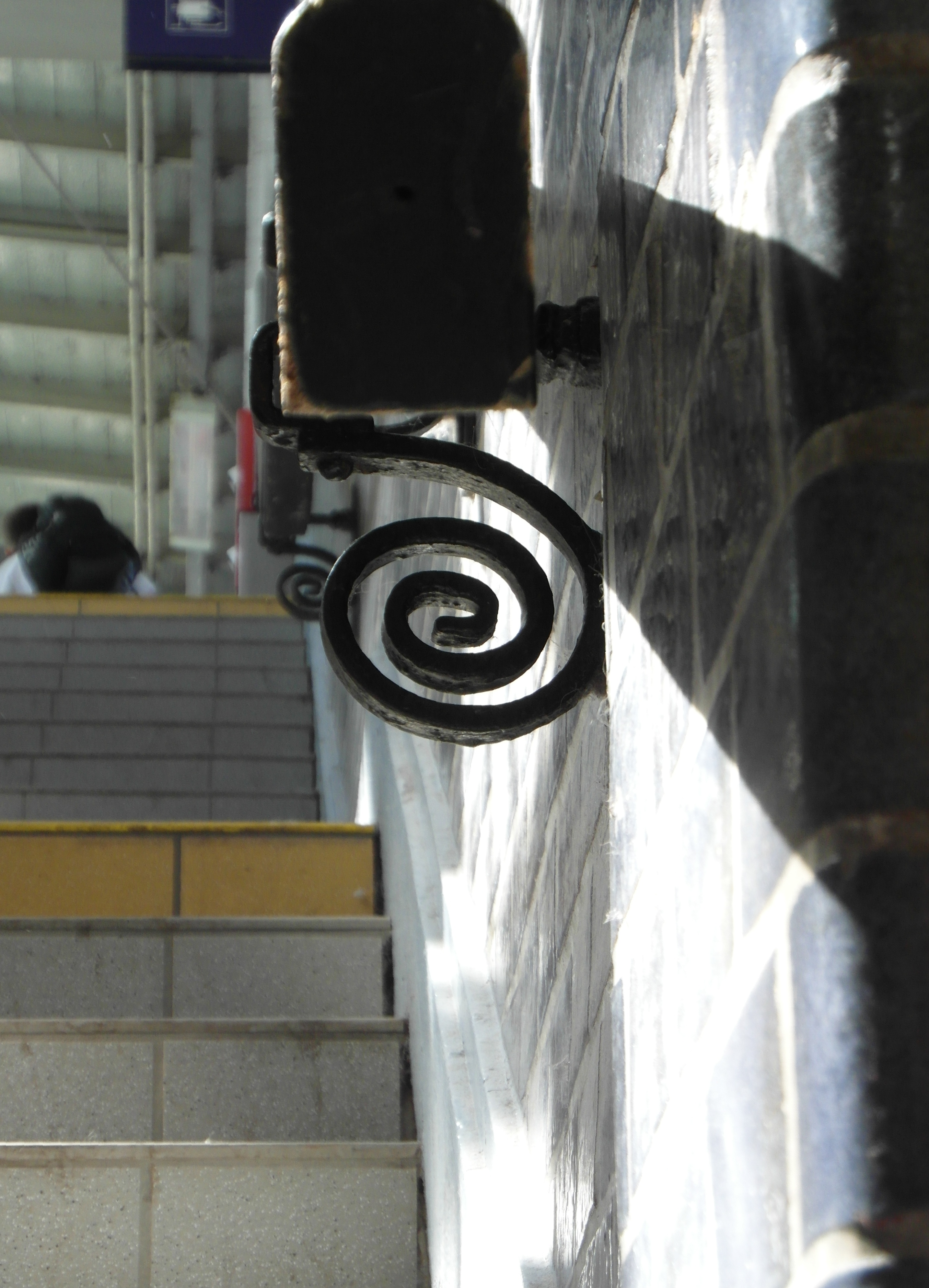
Détail de la main courante jusqu'au quai du S-Bahn

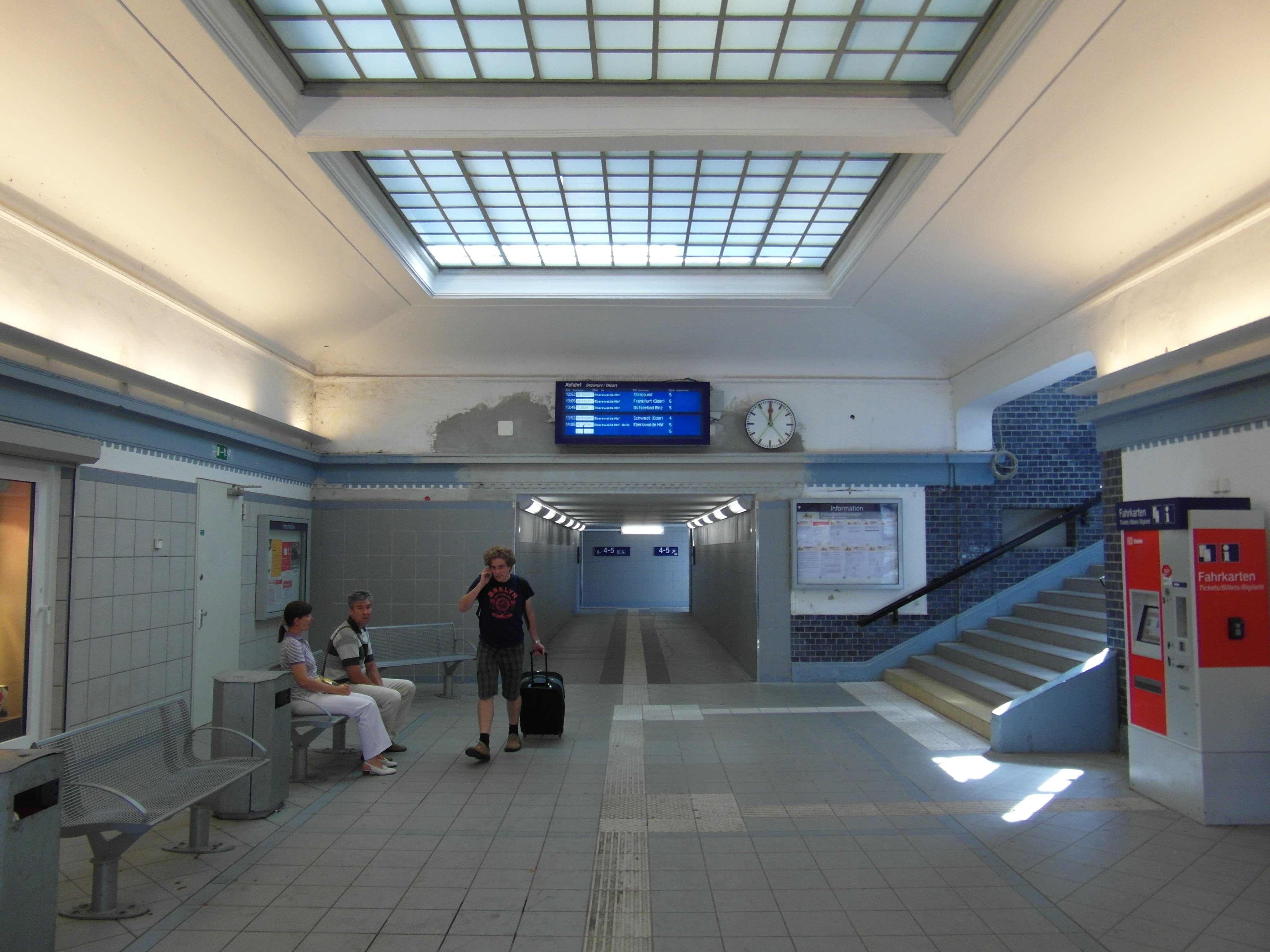
Salle de billetterie après modernisation

L'architecte des bâtiments de la gare est inconnu, l'année de construction coïncide avec l'ouverture de la nouvelle voie d'évitement vers 1916. Peu après le tournant du XXe siècle, le style Art Nouveau pour les petites décorations s'impose dans les bâtiments ferroviaires.
Le complexe de la gare comprend le bâtiment d'entrée principal de deux étages avec un escalier menant au quai du S-Bahn ainsi qu'un tunnel menant aux quais des trains régionaux et longue distance, qui part de la billetterie. Alors que les escaliers menant au S-Bahn sont rénovés avec quelques éléments décoratifs tels que la main courante forgée, l'horloge de la gare dans le hall et les fenêtres hautes et étroites et les murs de l'escalier sont en briques de clinker cuites à chaud non enduites, l'original l'architecture de l'ancienne billetterie n'est plus conservée. Seules une grande verrière à caissons et des restes de briques de clinker à côté du portail d'entrée témoignent de l'état antérieur. Lors de la rénovation, les sols et les murs sont recouverts de grands carreaux de céramique carrés et non décorés. Depuis de nombreuses décennies, le quai du S-Bahn dispose d'un escalier séparé et découvert qui mène directement à la place de la gare. Comme c'est l'habitude au début de l'ère ferroviaire, la gare dispose d'une zone de chargement de marchandises plus grande ; le hall en brique correspondant est conservé et est vide.

## Réaménagement

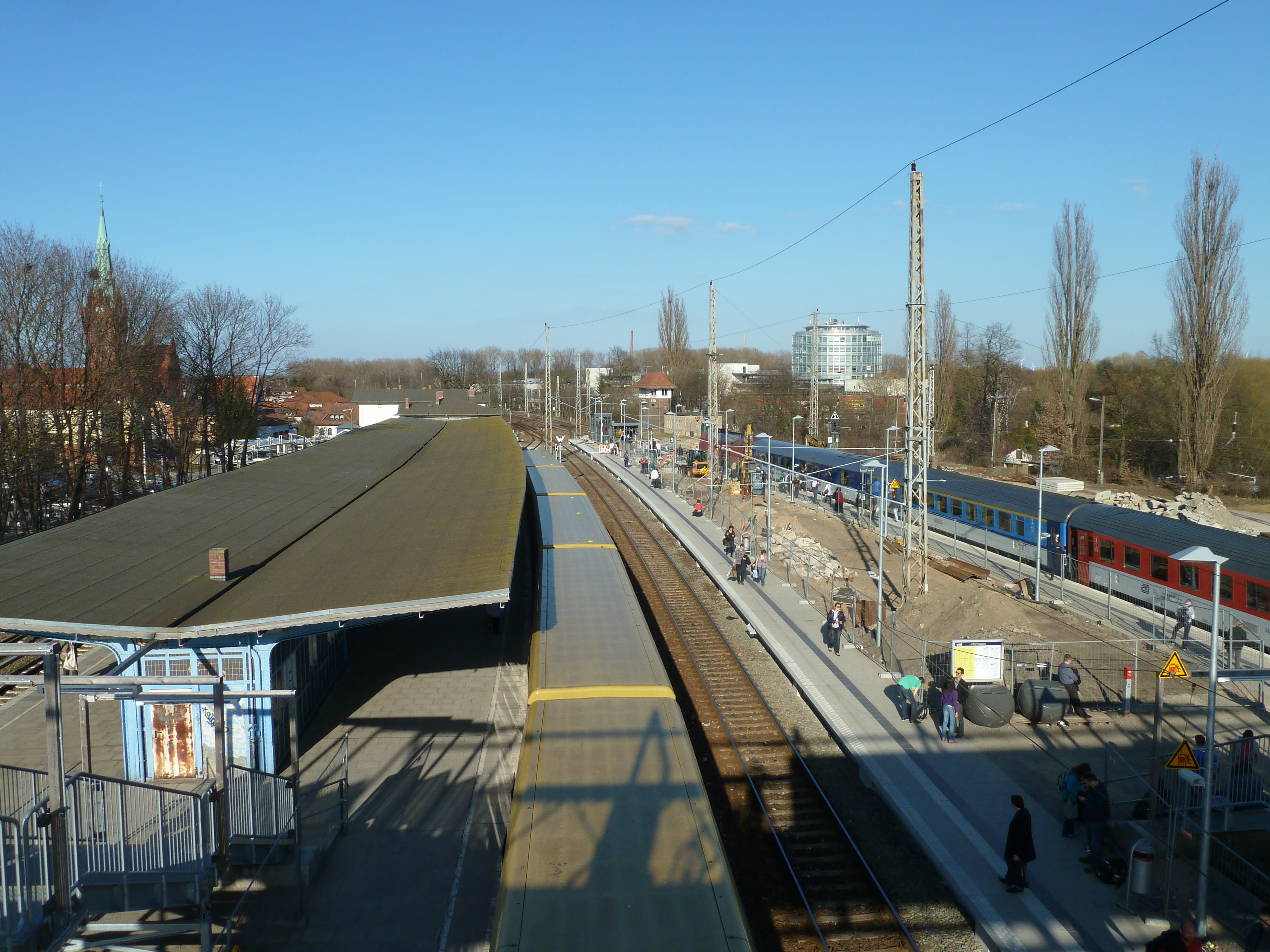
Modernisation des plateformes (2012)

De 2009 à 2014, la gare et le parvis de la gare sont largement modernisés et repensés. En plus de créer un accès sans obstacle et d'augmenter la clarté, le parvis de la gare est transformé en pôle de mobilité et point de transfert entre la gare, les arrêts de bus rénovés et couverts ainsi que les parkings pour voitures, taxis et vélos. L'administration municipale confie la planification et l'exécution au groupe de planification de l'agence d'ingénierie Börjes et à l'agence d'architecture paysagère Beusch de Potsdam. L'État de Brandebourg soutient la transformation avec 1,2 millions d'euros,.
À la gare elle-même, le hall de la gare est rénové et le système d'information, d'orientation et d'éclairage est renouvelé. Le passage souterrain des passagers est rénové, les entrées des quais sont remplacées et un ascenseur menant au quai des trains régionaux est mis en service en avril 2012. La plateforme longue distance est ensuite rénovée et reçoit une toiture une fois la rénovation achevée à l'été 2013. La Deutsche Bahn investit 4,5 millions d'euros, dont 1,3 million d'euros provient du programme de relance économique.
Alors que le hall de réparation du S-Bahn figure depuis longtemps sur la liste des monuments, le bâtiment d'entrée de la gare avec la billetterie, l'escalier et le quai est également placé sous la protection des monuments en 2019.

## Aux alentours de la gare
Un garage à vélos de 566 places avec accès depuis le parvis de la gare est ouvert mi-2013. La destination est indiquée par des lettrages et des graffitis graphiques à grande échelle, bien visibles depuis la gare. En plus de près de 500 places gratuites à deux étages, des garages à vélos verrouillables sont également disponibles moyennant un supplément.
Un abribus plus grand et vitré est également construit sur la place de la gare pour les usagers des bus. Il est toutefois prévu d'améliorer encore la qualité de séjour sur ce vaste territoire à travers des plantations, l'installation de jeux d'eau et l'aménagement d'une fontaine d'eau potable. C'est pourquoi les citoyens de Bernau sont appelés à voter sur les moyens d'améliorer la place.
Depuis plusieurs décennies, il y a un grand socle rectangulaire sur le parvis de la gare, sur lequel est fixé un bol à flammes et le triangle rouge rend hommage aux victimes du national-socialisme.

## Liaisons de transport

### Transport longue distance et régional
| Ligne               | Tracé de la ligne | Tracé de la ligne | Tracé de la ligne | Cadence (min)      |     |
| ------------------- | --- | --- | --- | ------------------ | --- |
| ICE 15              | (Station balnéaire de Binz –) Stralsund – Greifswald (de) – Prenzlau (de) – Bernau – Berlin (– Halle-sur-Saale – Erfurt – Francfort-sur-le-Main) | (Station balnéaire de Binz –) Stralsund – Greifswald (de) – Prenzlau (de) – Bernau – Berlin (– Halle-sur-Saale – Erfurt – Francfort-sur-le-Main) | (Station balnéaire de Binz –) Stralsund – Greifswald (de) – Prenzlau (de) – Bernau – Berlin (– Halle-sur-Saale – Erfurt – Francfort-sur-le-Main) | trains individuels |     |
| ICE 28              | (Station balnéaire de Binz –) Stralsund – Greifswald – Prenzlau – Bernau – Berlin (– Leipzig – Erfurt -Munich )                                  | (Station balnéaire de Binz –) Stralsund – Greifswald – Prenzlau – Bernau – Berlin (– Leipzig – Erfurt -Munich )                                  | (Station balnéaire de Binz –) Stralsund – Greifswald – Prenzlau – Bernau – Berlin (– Leipzig – Erfurt -Munich )                                  | trains individuels |     |
| RE 3                | Schwedt-sur-Oder (de) – | Angermünde (de) – Bernau – Berlin – Ludwigsfelde (de) – Jüterbog (de) – Wittemberg (de)                                                          | 120 | 120                | 120 |
| RE 3                | Stralsund – Züssow (de) – | Angermünde (de) – Bernau – Berlin – Ludwigsfelde (de) – Jüterbog (de) – Wittemberg (de)                                                          | 120 | 120                | 120 |
| RB 24               | Eberswalde – Bernau – Berlin-Lichtenberg – Berlin Ostkreuz – Berlin-Schöneweide – Schönefeld bei Berlin                                          | Eberswalde – Bernau – Berlin-Lichtenberg – Berlin Ostkreuz – Berlin-Schöneweide – Schönefeld bei Berlin                                          | Eberswalde – Bernau – Berlin-Lichtenberg – Berlin Ostkreuz – Berlin-Schöneweide – Schönefeld bei Berlin                                          | 60                 |     |
| Au 10 décembre 2023 | | | |                    |     |